# کلارکس بیچ
کلارکس بیچ (به انگلیسی: Clarke's Beach) یک منطقهٔ مسکونی در کانادا است که در نیوفاندلند و لابرادور واقع شده‌است. کلارکس بیچ ۱۲٫۷۱ کیلومتر مربع مساحت و ۱٬۲۸۹ نفر جمعیت دارد.